# 年继荣
年继荣（1938年—），曾名年本子。甘肃礼县人。中华人民共和国政治人物。
1958年加入中国共产党。文化大革命期间起家，担任甘肃省委常委、省革委会副主任。1978年被开除党籍。曾任中共第九、十届中央委员。